# Chùa Vạn Hạnh (Pháp)
Chùa Vạn Hạnh là một ngôi chùa do cộng đồng người Pháp gốc Việt thành lập. Chùa tọa lạc ở số 3, rue du Souvenir Français, thị trấn Saint Herblain, thuộc tỉnh Loire-Atlantique, vùng Pays-de-la-Loire, Pháp. Đây là ngôi chùa Phật giáo đầu tiên và cũng là ngôi chùa Việt Nam duy nhất tại miền Tây nước Pháp.

## Hình thành
Chùa do Hội văn hóa Phật giáo miền Tây (tiếng Pháp: Association Culturelle Bouddhique de l’Ouest, ACBO), một tổ chức gồm những thành viên người Việt và Việt Lào thành lập ngày 1 Tháng Ba năm 1987 để hoằng dương Phật Pháp, truyền dạy Phật học và phát triển hoạt động văn hóa và xã hội nhà Phật ở địa phương dưới sự chứng minh của Hòa thượng Chủ tịch điều hành Giáo hội Phật giáo Việt Nam Thống nhất ở Âu Châu, Thích Minh Tâm. Chính Hội đã đứng ra mua lại một nông trại nhỏ và đã biến cơ sở đó thành nơi thờ tự Tam bảo và sinh hoạt tâm linh và thực tập theo giáo lý Phật Đà.
Năm 1996, Giáo hội cử tỳ kheo Thích Nguyên Lộc về đảm nhiệm trách vụ trụ trì, kiêm Chủ tịch Hội văn hóa Phật giáo miền Tây. Nhà chùa sau đó phát triển, mua thêm đất nới rộng diện tích đồng thời lập đồ án xây dựng lại Chùa Vạn Hạnh. Mãi đến Tháng Chín năm 2002, đồ án xây dựng mới được chính quyền thành phố Saint Herblain cấp giấy phép. Công trình xây dựng kéo dài từ Tháng Tư năm 2004 đến Tháng Sáu năm 2008 thì hoàn thành. Lễ khánh thành được tổ chức ngày 8 Tháng Sáu. Cũng Tháng Tám năm đó nhà chùa tiếp đón đức Đạt Lai Lạt Ma thứ 14, Tenzin Gyatso đến viếng và thuyết pháp ở chùa.